# Любимовка (Мордовия)
Любимовка — посёлок в Большеигнатовском районе Мордовии. Входит в состав Киржеманского сельского поселения.

## История
Основан в 1915 году переселенцами из села Новое Баево. В 1927 году деревня Любимовка состояла из 65 дворов. Назван по фамилии первопоселенцев.

## Население
| 2002 | 2010 |
| ---- | ---- |
| 50   | ↘29  |

Национальный состав
Согласно результатам Всероссийской переписи населения 2002 года, в национальной структуре населения русские составляли 84 %.